# Operazioni in Val Vestino (1866)
Le operazioni in Val Vestino del 1866 furono degli episodi della terza guerra di indipendenza e consistettero nella penetrazione di reparti austriaci della 8ª Divisione del generale Von Kuhn il 25 giugno prima, il 1º luglio poi e nella immediata controffensiva italiana del Corpo Volontari Italiani del generale Giuseppe Garibaldi che portò alla conquista della Val Vestino, nell'attuale Bresciano, fino alla sospensione d'armi del 10 agosto tra il Regno d'Italia e l'Impero d'Austria.

## Contesto
Con lo scoppio della terza guerra di indipendenza tra il Regno d'Italia e l'Impero austriaco il 20 giugno 1866, la Val Vestino, nell'attuale provincia di Brescia, ma ai tempi sotto l'Impero austriaco, si trovò, a causa della penetrazione militare del Corpo Volontari Italiani di Garibaldi lungo la direttrice della Valle del Chiese al fine di raggiungere la Valle dell'Adige ed espugnare Trento, al centro dei piani militari di ambo gli eserciti contendenti. Difatti gli austriaci la occuparono con l'intenzione di accerchiare la Rocca d'Anfo, mentre i garibaldini come transito verso la Valle di Ledro per porre l'assedio del Forte d'Ampola.

### I garibaldini a Gargnano
L'arrivo nella giornata del 28 giugno 1866 delle camicie rosse del 2º Reggimento Volontari Italiani tra Toscolano Maderno e Gargnano, suscitò molto entusiasmo e curiosità fra la popolazione. La gente era impressionata dal modo trasandato di vestire di quei giovani volontari.
“«»Alcuni di essi portavano la camicia rossa, altri vestiti borghesi”. La popolazione gargnanese li accolse con evviva. Le memorie locali, raccolte dall'ingegner Tommaso Samuelli di Bogliacco soggiungevano che i garibaldini “diedero prova di discutibile disciplina. […] In paese il 2º Reggimento, aveva occupato le limonaie dei signori Giacobini, Zanini, Aliprandi, Veronesi, Bernini per mettervi dei corpi di guardia: così aveva fatto pure a San Carlo e a Bogliaco in quelle dei signori Erculiani, Badinelli e dei conti Bettoni. Il Comune forniva la legna per il rancio dei soldati e aveva assegnato ad una compagnia, come alloggio, il bel teatro: agli ufficiali la casa Parisini. I volontari si spargevano nei campi di Villavetro, Zuino e Fornico, e, naturalmente, “alleggerivano i contadini delle fatiche” della “spiccanda” dei limoni e, a suo tempo, del raccolto della frutta più o meno matura… “Ma ciò veniva sopportato, perché ogni giorno le cannoniere austriache passavano minacciose e si temeva uno sbarco […]”.
In realtà le intenzioni austriache erano ben altre e minacciavano seriamente il fronte tenuto dal Corpo dei Volontari. Il 29 giugno l'arciduca generale Alberto, comandante in capo delle forze austriache, inviava al generale Von Kuhn il seguente ordine di operazione: “Occupate, con dei tiragliatori territoriali i passi del Tonale e dello Stelvio, e avanzate in meno tempo possibile, da questi luoghi con delle truppe mobili verso Edolo, Tirano, e Telio, per fare una piccola guerra. Nello stesso momento con le forze disponibili, avanzate, verso la Valle del Chiese e il lago di Garda verso Salò, e tentate di prendere alle spalle la Rocca d'Anfo”.

## Il colonnello von Thour occupa la Val Vestino

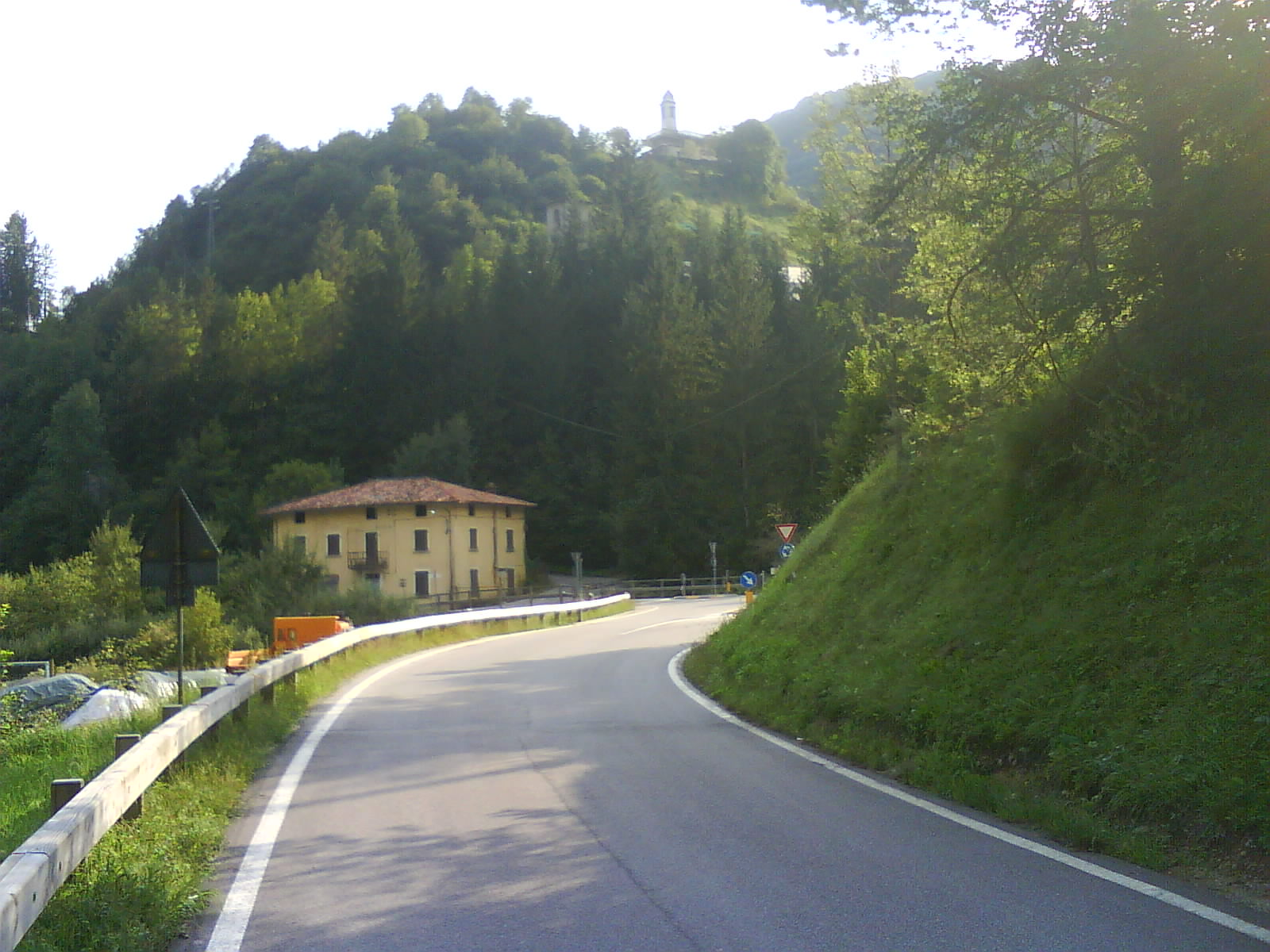
Località Bersaglio a Turano di Valvestino. Qui sostò la colonna austriaca di von Thour

Il generale Von Kuhn predispose subito il piano offensivo per espugnare la Rocca d'Anfo in tre direttrici d'attacco ordinando al tenente colonnello Hoffern di occupare il 30 giugno Riccomassimo, Monte Macao, Vessil e Col Bruffone e di proseguire il 1º luglio a Bagolino, facendo delle diversioni verso il Passo del Maniva e Croce Domini sopra Breno; al centro dello schieramento, al capitano Ludwig von Gredler  con quattro compagnie della brigata di Bruno Freiherr von Montluisant, di attestarsi, per la giornata del 2, nella Valle del Chiese a Monte Suello con il compito di sbarrare il passo alla fortezza di Rocca d'Anfo e infine a sud, al tenente colonnello von Thour con la sua mezza brigata, dopo essersi assicurato il controllo di tutti i passi della Valle di Ledro (Passo Nota e Tremalzo), di occupare Magasa, Turano e la Valvestino, il 1º luglio, e il 2, per il monte Vesta e Manos, rispettivamente sopra Bollone e Capovalle, di procedere al completo accerchiamento della Rocca d'Anfo scendendo a Treviso e a Idro. L'operazione in Val Camonica fu invece affidata alla mezza brigata del maggiore Metz.
La colonna austriaca di von Thour era composta da una mezza brigata imperniata principalmente sull'11º Reggimento fanteria "Principe ereditario di Alberto di Sassonia" del colonnello Beckers, un'unità boema di prima linea dell'esercito imperiale stanziata normalmente in tempo di pace nella città di Písek; dal 1º Battaglione fanteria dell'11º Reggimento "Principe ereditario Alberto di Sassonia", comandato dal capitano Henrich Melzer von Bärenheim; da due compagnie (della 17ª Divisione: 33ª  del primo tenente Schindl e 34ª cp.) del 6º Battaglione "Cacciatori dell'Imperatore"; da un plotone (3º) del 5º Squadrone del 13º Reggimento ulani "Conte di Trani", al comando del primo tenente barone von Paumgarten; da una Batteria da montagna n° 2/V; e infine, da quattro compagnie di tiratori stanziali o Landesschützen. In totale una forza considerevole e ben agguerrita di circa 2 000 combattenti con 4 cannoni da montagna, formata in maggior parte da jager e schützen, le truppe d'élite dell'esercito austriaco.

### La relazione militare austriaca
L'operazione militare è così dettagliatamente descritta nella relazione stilata a fine guerra dallo stato maggiore austriaco:
“La mezza brigata del tenente colonnello Thour si mise in movimento il 30 giugno diretta a forte Ampola, nei cui pressi mise il campo all'aperto, con il 1º battaglione, di cui la 4ª compagnia rimase di guarnigione a Riva, 2 compagnie cacciatori, 1 batteria da montagna ed 1 plotone di soldati del genio.
La marcia proseguì il 1º luglio risalendo la gola di Lorina solcata da aspri crepacci fino a quota 1900 del passo di Monte Alpo fino a Val Vestino. Una marcia degna di grande ammirazione se si considera le difficoltà e i pericoli che dovette superare la colonna nell'arrampicarsi su imponenti e impervie cime rocciose per sentieri insidiosi, spesso non più larghi di un piede, al margine di profondi precipizi.
Dopo aver camminato per 16 ore la colonna giunse la sera a Turano dove, nella profondità della valle ai margini del torrente Vestino, mise il campo e consumò il rancio. Ma appena gli uomini si furono addormentati, ecco giungere la notizia che 900 garibaldini erano attesi a Turano quella stessa notte. Dato che il luogo non si prestava ad una difesa, Thour condusse subito le sue truppe verso Moerna situata un po' più verso ovest e il cui alto pianoro si prestava ad un'eccellente difesa. Qui la colonna giunse a mezzanotte inoltrata.
Dopo tre ore di calma le truppe si misero nuovamente in marcia. Direzione Bollone dove si doveva superare il confine. Qui però si venne a sapere che era impossibile far transitare i muli, sui quali era caricata la batteria da montagna, attraverso il passo di Monte Vesta, perciò la mezza brigata deviò a destra e puntò su Hano.
Improvvisamente, appena superata questa località, la 1ª compagnia che marciava davanti, scorse davanti a sé, ad appena 800 passi di distanza, la testa di una colonna nemica. I garibaldini, avvertiti dalla loro avanguardia corsa subito indietro della presenza degli Austriaci, fecero dietro front e discesero, in gran disordine e ognuno per conto proprio, i ripidi pendii con sorprendente agilità fino alla vicina sella che venne occupata.
Tuttavia il tenente colonnello Thour non poté pensare di inseguirli, in quanto essendo contemporaneamente minacciato sui fianchi e da tergo, come venne a sapere, da reparti nemici presenti a Bollone  e a Cadria, dovette preoccuparsi per la sua ritirata. Quel pomeriggio se ne tornò a Moerna. Il 3 luglio la colonna fu sottoposta per la seconda volta e sotto un violento temporale, alle difficoltà connesse al superamento del passaggio di Alpo, tornando poi a sera tardi a forte Ampola attraverso la gola di Lorina.
Qui Thour trovò un messaggio del capitano Gredler col quale avvisava che era costretto ad abbandonare Monte Suello se non riceveva rinforzi. Questi non potevano arrivare dato lo stato di stanchezza degli uomini di Thour e in ogni caso era già troppo tardi in quanto Gredler nel frattempo era tornato a Lodrone.
Il giorno 4 luglio Thour si diresse verso questa località congiungendosi così con Gredler, poi se ne tornò in Val di Ledro essendo arrivato l'ordine di rientrare nel suo settore e il 5 luglio era a Riva. Il comandante di reggimento, colonnello conte Beckers, ora ebbe il comando di Trento, mentre il generale Von Kuhn rimase a Comano col quartier generale. […] Il 9 luglio, il tenente colonnello Thour, caduto ammalato, passò il comando della mezza brigata al capitano Heinrich Melzer von Bärenheim. In quello stesso giorno dal comandante del forte di Ampola (tenente Anton von Preu zu Corburg e Lusenegg) giunse notizia che a Lodrone il nemico stava allestendo delle batterie e lavorava per riattare il distrutto ponte di legno sul Chiese, cosiddetto "Ponte tedesco", tra Caffaro e Bondone, inoltre dalla Val Vestino parecchie centinaia di camicie rosse erano giunte a Bondone.
Per sviare il nemico dai suoi piani Melzer decise subito di compiere una nuova avanzata e nel pomeriggio di quello stesso giorno si mosse in direzione di Ampola con cinque compagnie cacciatori, la compagnia Tiratori stanziali di Kitzbichel-Hopfgarten e l'11ª Compagnia "Sassonia" oltre alla batteria da montagna. […] L'11 luglio il maggiore Philipp Graf Grunne assunse il comando della mezza brigata dopo che il 10 luglio cedette il 2º battaglione al capitano Vinzenz Ruzicka.  Melzer tenne il 1º battaglione”.

## La controffensiva del Corpo Volontari Italiani
L'abile manovra di Von Kuhn suscitò subito la reazione degli italiani. Garibaldi inviò verso il Caffaro il 1º e 3º reggimento con il 1º battaglione bersaglieri e in Val Camonica il 4º reggimento con il 2º battaglione bersaglieri. A Gargnano, il colonnello Pietro Spinazzi, dal canto suo, onde contrastare possibili infiltrazioni di truppe austriache dalla Valvestino o da Tremosine predisponeva: “ Giacché sino dal dì 29 allorché fui a visitare quei luoghi occupati dalla mia truppa conobbi indispensabile coprirmi il fianco sinistro e le spalle, che per la postale di Riva e valle di Droanello potevano essere minacciati.
A scongiurare tale pericolo inviai, fin da quel giorno (29) il bravo capitano Luciano Mereu con tre compagnie perché occupasse Piovere, Tignale e Costa; collocai in pari tempo un forte distaccamento a S. Faustino, sul lago, superiormente a Gargnano, ed uno a Muslone, donde si domina gran tratto dello stradale che da Gargnano mette a Riva del Garda; per tale disposizione semicircolare la mia sinistra e le mie spalle restavano validamente coperte e difese”.
Il movimento delle truppe austriache fu puntualmente spiato e trasmesso anche alle autorità civili. Alla sottoprefettura di Salò giunse un'allarmante notizia sulla presenza di pattuglie nemiche a Vesio di Tremosine, nella Valle di San Michele e in Valvestino:
“Lunedì p.p. [2 luglio] discese da Tombea un bel corpo di varie divise, avevano cavalli e muli portanti pezzi d'artiglieria”, mentre da Anfo la segnalazione sempre del 2 luglio, del delegato di Pubblica Sicurezza di Bagolino, Santo Aguti, era ancor più drammatica: “Ieri sera gli austriaci invasero la frazione del Caffaro ove lacerarono la bandiera italiana ed occuparono le alture di Bagolino, Riccomassimo e il Bondone, ed una colonna di circa 1000 uomini si avanzava verso Hano. Questa notte un corpo di circa 4000 uomini entrò in Bagolino facendo delle perquisizioni di muli e viveri, ed occupò il Monte Suello ed ivi pure abbiano appostato a quanto dicesi, un pezzo di artiglieria da montagna. Questa notte una colonna attaccò i nostri avamposti a Sant'Antonio, poscia si ritirò al Caffaro, ove si crede vi sia artiglieria e cavalleria. Questa stessa notte dai nostri venne tagliato il Ponte sul Lago d'Idro”.
Intanto dalla Val Sabbia i garibaldini salivano frettolosamente a tappe forzate. La calata austriaca faceva veramente paura a tutti e doveva essere neutralizzata il più presto possibile con tutte le forze disponibili.
Al riguardo, il colonnello Clemente Corte comandante del 1º reggimento, riferiva in una sua relazione: “La sera del 1º luglio io riceveva ordini a Salò di far occupare militarmente il Ponte d'Idro. Io distaccava a questo scopo il maggiore Cingia del 1º reggimento colla 16ª compagnia di detto reggimento e la compagnia dei bersaglieri del capitano Evangelisti. Partito la sera del 1º luglio circa le 6 pomeridiane, il maggiore Cingia con marcia velocissima occupava l'indomani prima del mezzogiorno Ponte d'Idro e spingeva le sue ricognizioni sino ad Hano. Il 2 al mattino io riceveva l'ordine di muovere col rimanente della brigata e di avviarmi per piccole marcie su Rocca d'Anfo. Precedendo la colonna, io incontrava a pochi passi da Barghe il luogotenente di stato maggiore signor Guarnieri, i quali mi avvertivano che due colonne austriache si avanzavano, l'una da Moerna per Hano su Treviso Bresciano e Provaglio Val Sabbia, e l'altra da Bagolino su Presegno e Lavenone”.

## Il maggiore Luigi Castellazzo penetra nella Val Vestino con un'azione notturna
Il Quartier Generale garibaldino di Salò cercò di far fronte all'offensiva anche dalla parte del lago di Garda, ordinando al tenente colonnello Pietro Spinazzi del 2º Reggimento “di spingere un forte distaccamento verso valle Vestina, affinché operasse su Hano, Stino e lungo il lago d'Idro”.
L'operazione fu affidata “al bravo maggiore Castellazzo, per intelligenza a nessuno secondo, impartendo a lui le istruzioni opportune affinché legandosi col distaccamento che era a Costa, accerchiasse possibilmente da Vesio a Bondone il territorio Tirolese. In pari tempo dava avviso delle mosse di quel distaccamento al capitano Luciano Mereu, affinché si tenesse in comunicazione con quello per quanto potesse avere relazione co' suoi movimenti progressivi”.
Il maggiore Castellazzo eseguì puntualmente l'incarico ricevuto, e talmente bene, che in otto giorni s'impossessò, senza sparare un sol colpo di fucile, della Val Vestino. Ricordiamo che, a guerra finita, per questa missione fu decorato della prestigiosa croce di cavaliere dell'Ordine militare di Savoia con la seguente motivazione: “Per essersi distinto al comando di vari distaccamenti incaricati di particolari ed importanti missioni e specialmente nell'occupazione di Hano, della valle Vestina e Monte Bragone”.
Portato a termine l'incarico informò il suo comandante con un dettagliatissimo rapporto. Questo documento ha una rilevanza storica di grande interesse in quanto è l'unico in possesso che descrive in modo esatto gli avvenimenti che si susseguirono nella prima decina di luglio: dalla marcia impegnativa dei garibaldini da Gargnano alla malga di Vesta di Bollone, allo scontro mancato con le truppe austriache a Capovalle o a quello sanguinoso della battaglia di Monte Suello e, infine, la “liberazione” dei due comuni di Turano e Magasa.

### La relazione del maggiore Luigi Castellazzo sull'operazione
1866 luglio 11, Magasa.
“Illustrissimo signor Colonnello. Rapporto.  A norma delle dettagliate e precise di Lei istruzioni verbali, lunedì 2 corrente, alle ore 8 pomeridiane, partii da Gargnano alla testa di un distaccamento composto della 3.a compagnia, capitano Bartolomeo Bezzi Castellini e della 15.a capitano Patorno.
Giunto per vie alpestri al villaggio di Liano, conferii col signor Samuelli, assessore di quel luogo, uomo che m'era stato designato assai favorevolmente e pel quale aveva meco una commendatizia. Mi feci dare da lui due guide sicurissime e pratiche del paese.
Siccome scopo principale della spedizione era di sorvegliare dai monti soprastanti il villaggio di Hano, che si diceva occupato dagli austriaci con forze non indifferenti, a raggiungerlo meglio credetti dover scegliere quella via che sebbene più alpestre e difficile aveva però l'incalcolabile vantaggio di schivare la stretta dei mulini di Bollone, luoghi che potrebbero agevolmente essere le forche caudine di qualunque truppa, che vi si inoltrasse sconsigliatamente, mentre la strada da me prescelta oltre della maggiore sicurezza riuniva tra l'altro di venire a piombare sul villaggio di Hano, punto stabilito nel sistema propostoci.
La marcia notturna su pei gioghi più dirupati del monte dell'Era e Vesta, venne dai soldati volontari eseguito con ordine perfetto, e alle 8 del mattino le due compagnie coronavano già il vertice del monte Vesta. Concedendo loro un breve alto ad un cascinato, in vernacolo del paese detto Malga, m'avanzai in osservazione verso il villaggio di Hano, il quale distava un'ora e mezzo circa, accompagnato da sette uomini e dal medico del battaglione, Billi, che non si scostò mai dal mio fianco in questa e altre spedizioni.
Giunto in vista del villaggio ne rilevai la configurazione e trovai ch'egli giaceva nella convalle formata dai monti Stino e Vesta, e che diviso in tre piccole terricciuole con in mezzo isolata la chiesa, non prestava una posizione gran fatto difendibile.
Del resto la quiete profonda che regnava nella valle mi persuase abbastanza dell'assenza del nemico e sicuro; dato ordine alle compagnie di avanzare, mi recai nel villaggio incontrato da quegli abitanti che mi accolsero festevolmente e mi dissero che poche ore prima gli austriaci venuti il giorno avanti da Bollone in forza di 1 800 uomini con sei pezzi di artiglieria di montagna e 80 muli, eransi accampati ad Hano con l'intenzione di muovere su Idro, ma che tutto ad un tratto per avvisi ricevuti eransi più che di fretta ritirati in Tirolo per la via di Moerna.
Occupare però essi il monte Stino che sorpiomba ad Hano. Compresi allora che non avrei mai potuto tener Hano ove non avessi occupato lo Stino, spinsi un pelottone della 15.a compagnia a prendere possesso di quelle cime, tenendomi pronto a secondare il movimento col restante dei miei.
Gli austriaci all'avvicinarsi dei nostri ripiegarono frettolosamente i loro posti avanzati, ed anziché contenderci le vette del monte scomparirono tutt'affatto nella direzione di Bondone.
Intanto un fiero cannoneggiamento erasi fatto udire sulla nostra sinistra e precisamente sulla via che è fra Rocca d'Anfo e il Caffaro; gli esploratori che avevo inviati a scoperta mi annunciavano la ritirata dei volontari, per cui stimai cosa prudente inviare un messo al colonnello brigadiere Clemente Corte, che la sera comandava l'attacco di sinistra per averne istruzioni, e temendo in pari tempo un attacco simultaneo dalle parti di Bondone e da quello di Moerna, vegliai la notte tenendomi pronto ad ogni evento.
Ad un'ora circa della notte infatti, mi giunse dispaccio del signor colonnello brigadiere Clemente Corte che, dandomi notizia del combattimento avvenuto, del suo esito poco felice e della ferita del generale Garibaldi, mi dava ordine imperativo di ritirarmi potendo a Salò e non potendo ad Idro.
Compresi che la posizione di Hano era assai compromessa, dopo quell'avviso, ed ordinai la ritirata ad Eno e Degagna, lasciando però una forte retroguardia come posto d'osservazione alla Tobia; dopo che corsi a Salò per chiedere allo Stato Maggiore Generale istruzioni, facendo comprendere in pari tempo che se la ritirata da Hano alla Tobia era cosa consigliata dalla prudenza, ritirarsi maggiormente sarebbe stato un lusso di precauzioni confinante colla timidezza.
Il Sotto Capo di Stato Maggiore tenente colonnello Enrico Guastalla convenne pienamente nelle mie viste e mi ordinò per iscritto di arrestarmi appunto colle mie due compagnie scaglionate fra Degagna, Eno e la Fobia. Così rimasi la giornata del 5 e del 6, spingendo pattuglie di ricognizione e portandomi personalmente ad Hano, che riordinai di occupare la mattina del 7, come mi indicava. Occupati tutti i posti di Monte Stino e monte Gazo, o Comione spinsi una ricognizione fino a Moerna nel Tirolo e mi decisi di occupare quel villaggio per l'indomani.
Il villaggio di Moerna a differenza di quello di Hano mi presentava una posizione fortissima e completava siffattamente il mio sistema che non esitava a dare ordine di occupazione, telegrafandone però l'annuncio allo Stato Maggiore, a Lei, Ill.mo Signor Colonnello, ed al generale Garibaldi.
Domenica 8 alle 4 ant. il capitano Bartolomeo Bezzi Castellini occupava infatti, colla 3.a compagnia, Moerna e recatomi io con lui chiamai tutti i Deputati, Sindaci della Valle Vestina, vale a dire dei villaggi di Moerna, Bolone, Armo, Persone e Turano, e dissi loro di essere venuto a prendere possesso della Valle in nome del Re d'Italia, cosa che venne accolta da quei bravi paesani con testimonianze di molta soddisfazione.
Incoraggiato da questa accoglienza e da altre testimonianze che mi rassicuravano sull'eccellente spirito di quei buoni abitanti, un po' calunniati dai loro vicini, pensai di compiere l'occupazione della Valle Vestina collo spingermi sino a Magasa, cosa che feci il giorno 10, dopo di essermi assicurato, con pattuglie di esplorazione, che il villaggio era abbastanza bene situato per non permettere una sorpresa per parte degli austriaci che si diceva occupassero il monte Tombea.
L'occupazione di Magasa, villaggio di cinquecento anime circa, è stata la mia ultima operazione, perché un ordine superiore venutomi da lei mi ingiungeva di lasciare il comando del distaccamento al bravo capitano Bartolomeo Bezzi Castellini e di recarmi a Salò per mettermi a disposizione dello Stato Maggiore Generale.
Obbedii non senza un po' di rincrescimento, perché erami balenato al pensiero la possibilità e anzi la facilità di prendere a rovescio il piccolo forte d'Ampola e di liberare con un colpo di mano la strada che conduce dal Caffaro in Val di Ledro e a Riva.
Il capitano Bezzi-Castellini, che divide la mia opinione in proposito e a cui sorrideva il pensiero di essermi compagno in tal fatto, mi promise che avrebbe inviato degli esploratori sicuri per indagare la posizione del forte e per studiare il modo di avere col minimo danno dei nostri.
Voglia, Illustrissimo Sig. Colonnello, bilanciare nella sua ben nota saggezza la probabilità del successo e io sarò contento di aver se non altro coadiuvato a prepararlo.
Per obbligo di giustizia devo segnalare alla di lei benemerenza il sempre lodato capitano Bezzi-Castellini, instancabile al servizio e perfetto militare, il luogotenente Finzi-Morelli della 15.a, i sottotenenti Salari e Magri della 3.a ed il giovinetto volontario Peroni, momentaneamente aggregato alla 3.a compagnia, il quale per due volte ardiva cimentarsi vestito in borghese ad esplorare i villaggi dove si riputava trovarsi il nemico. Il coraggio e l'intelligenza di lui lo rendono degno di considerazione e di avanzamento.  Magasa, 11 luglio 1866. Il Maggiore Luigi Castellazzo” .

## L'arrivo a Magasa

Bergamo 1910. L'ex capitano Ettore Filippini ad un raduno dei reduci dei Mille

La mattina del 3 luglio, a Capovalle, il Castellazzo era stato ricevuto festosamente dal sindaco Giacomo Piccini, che facendosi premura di accogliere nei modi migliori le camicie rosse, andò loro incontro a metà strada, unitamente a tutti i componenti del consiglio, dispiegando lo stendardo comunale.
La stessa cosa accadde una settimana dopo, martedì 10 luglio, a Magasa, quando il capocomune Giovanni Mazza Tomàs avendo sentore dell'arrivo imminente dei volontari, spedì loro incontro, lungo la mulattiera che scendeva a Turano, il messo Antonio Mazza detto Migola che, a Plazesù, li accolse spettacolarmente con una spada in mano esclamando: “Vi saluto o prodi guerrieri! Magasa vi aspetta!” e di rimando il Castellazzo rivolgendosi ai suoi uomini rispose: “Avete udito? Magasa ci aspetta: avanti! ”.
La colonna, tra i quali figuravano come guida il mugnaio Soncini di Capovalle e come conducenti dei muli i bollonesi Angelo Pio Tonoli e un certo Casalì, fu poi accolta in buone maniere all'ingresso del paese, sulla “Spiazöla”, dal Mazza, dai consiglieri e dal parroco don Bertini Antonio Franca che sollecitato dal professor don Bartolomeo Venturini acconsentì, seppur controvoglia, a far pernottare una parte di garibaldini sul sagrato della chiesa. Il Tonoli, che era un veterano decorato combattente della seconda guerra di indipendenza, forse per convinzione politica ma più probabilmente per non compromettersi con le autorità, preferì fuggire nel cuore della notte ritornandosene a Bollone senza le mule.
I Magasini, al contrario dei propri rappresentanti comunali, accolsero con curiosità e freddezza, ma mai con ostilità, i giovani volontari così come altrettanto fecero, cinquant'anni dopo, i loro discendenti nei confronti dei fanti e bersaglieri italiani che, nel maggio del 1915, percorsero festosamente le viuzze del paese facendo ironicamente esclamare a qualcuno: “Prima di arrivare a Trento dovrete urinare molto di rosso!”.
L'esito della Battaglia di Monte Suello del 3 luglio rimase in ogni modo incerto per molte ore e il colonnello Clemente Corte, responsabile delle truppe operanti sul lago d'Idro, temendo un contrassalto della mezza brigata del colonnello Thour a Moerna ordinò l'immediata ritirata di tutti reparti operanti nella Val Vestino e quella dei suoi uomini nella Rocca d'Anfo.

## Obiettivo il Forte d'Ampola. L'arrivo del 2º Reggimento Volontari Italiani: da Magasa alla Valle di Ledro
Garibaldi occupata la Valle del Chiese dopo la Battaglia di Monte Suello e di Lodrone, si apprestò a porre l'assedio del Forte d'Ampola. Per questa operazione di accerchiamento e attacco del forte d'Ampola si avvalse dell'aiuto del generale Ernesto Haug  comandante della 1ª brigata che comprendeva il 2º e il 7º reggimento.
Il forte d'Ampola, definito dai garibaldini “la chiave del Tirolo”, sorgeva su una posizione dominante a 4 km da Storo, in una stretta gola a ridosso dell'ex fucina della famiglia Glisenti e del bivio stradale che divide la comunicazione da una parte verso la valle di Ledro, dall'altra nella valle di Lorina.
Fu edificato nel 1860, solido, in cemento armato, apparentemente sembrava ai più degli osservatori imprendibile. Gli austriaci descrivendolo asserivano che “consisteva in due opere situate ai due lati della strada, il blockhaus e il tamburo, che collegate da mura merlate formavano un quadrilatero il cui cortile era coperto dai tiri diretti ma non dai colpi degli obici. Il sistema difensivo del forte era naturalmente rafforzato dalle alture che lo sovrastano da ambedue i lati.
L'armamento consisteva solamente in due cannoni con granate da 7 libbre, piazzati a due feritoie e puntati sulla strada che conduce a Storo” . La guarnigione era comandata dal tenente Anton von Preu del reggimento Sassonia e consisteva in soli 44 uomini di fanteria, 11 dei quali addetti alla conduzione dell'artiglieria. Il 12 luglio giunse di rinforzo una mezza compagnia di cacciatori tirolesi al comando del tenente Schindl che si dispose a protezione della piccola fortezza occupando il monte Gioel e dislocando sentinelle nella valle di Lorina e sulla strada verso Storo.
Il progetto di Garibaldi prevedeva per il suo smantellamento un'azione frontale risalente da Storo affidata al 7º reggimento del colonnello palermitano Luigi La Porta, all'artiglieria del maggiore Orazio Dogliotti e una avvolgente proveniente dalla val Lorina, monte Bragone del Sole, passo del Tremalzo condotta dal 2º reggimento dello Spinazzi.
Il 12 iniziavano i primi movimenti delle truppe con l'incarico di posizionarsi attorno all'obbiettivo predestinato. Il 7º reggimento, forte di 3000 uomini, al comando del generale Ernesto Haug e del colonnello La Porta, proveniente da Idro e con due pezzi di artiglieria al seguito, saliva in Valvestino con il compito di sorvegliare Moerna, Turano e Magasa. Dopo essersi assicurato del movimento del 2º reggimento da Gargnano verso la Valle predetta e quella di Ledro, procedeva speditamente da Hano, Moerna, Persone, Bocca di Valle e Bondone per Storo ove giungerà il giorno 13.
Intanto a Gargnano, sede del comando del 2º reggimento, giungeva il seguente ordine dal Quartier Generale di prepararsi alla partenza:
1866 luglio 12, Salò.
“Questo Comando Generale ha disposto che il 10.o reggimento abbia a partire questa mattina da Vobarno per recarsi a Salò e proseguire fino a Gargnano per dare il cambio al 2.o reggimento a di lei ordini.
Il Comandante del 10.o reggimento è incaricato di rilevare i distaccamenti del 2.o che sono a Barbarano e Bogliaco, man mano che procederà nella marcia e di inviarli a Gargnano perché raggiungano il proprio corpo.
Detti distaccamenti, per cura di questo Comando Generale hanno già ricevuto avviso di tenersi pronti a ricevere il cambio. Non appena saranno rientrati detti distaccamenti, e rilevato per cura del 10.o quello di S. Faustino, la S.V. col 2.o reggimento si recherà, per la val Vestina, a Lemprato ed Idro, spingendo distaccamenti verso Hano, Moerna e Magasa e guardandosi sempre con molta attenzione sul fianco destro lungo la marcia.
Ella prima di partire da Gargnano prenderà i concerti col Comandante del 10.o reggimento perché siano pure rilevati i distaccamenti di Piovere, Costa ed altri che avesse lungo quella linea, i quali poi dovranno raggiungere il Reggimento lungo la marcia stessa.
Prenderà pure i concerti collo stesso Comandante del 10.o reggimento per stabilire col medesimo il servizio di sicurezza, perlustrazioni e comunicazioni col di lei reggimento per la val Vestina e val di Vesio.
Intanto Ella potrà subito disporre che i carri di codesto reggimento riuniti in convoglio debitamente scortato si rechino a Salò per proseguire per Vobarno, Vestone e Lavenone, dove Ella farà pervenire ordini al Comandante il convoglio perché abbiano a raggiungere il Reggimento, potendo la sede del medesimo stabilirsi anche fino a nuovo ordine a Lavenone, se Ella lo crederà conveniente.
La si prega inoltre di dare subito ordine al Comandante della batteria del 5.o Artiglieria che trovasi a Gargnano di muovere immediatamente col relativo parco alla volta di Salò, da dove proseguirà per Vobarno, Vestone, Anfo ed oltre per raggiungere la propria Brigata. D'ordine. Per il Sotto Capo di Stato Maggiore. II maggiore Cristiano Lobbia”.
Poche ore dopo questa disposizione di servizio, contraddittoria nei suoi contenuti poiché sembrava inverosimilmente sconosciuto al Comando dei Volontari che tutta la Val Vestino era occupata dai suoi garibaldini da alcuni giorni, fu modificata con un altro ordine suggerito espressamente dallo stesso Generale nel quale si ordinava l'occupazione della val Lorina:
1866 luglio 12. Salò, Quartier Generale.
“Al Signor Comandante.  Il 2º Reggimento Volontari, Gargnano. Facendo seguito al foglio in data d'oggi, N. 764, questo Comando Generale si pregia far conoscere a V. S. che dietro ordini precisi avuti dal generale Garibaldi, il di lei reggimento da val Vestina e tenendo le posizioni du Hano, Moerna, Magasa e Turano, dovrà proseguire, ed occupare Val Lorina, mettendosi in comunicazione colle nostre truppe verso Caffaro e Storo, onde tagliare e prendere di fianco, se è possibile, le forze nemiche che si ritirassero da Storo verso levante.
Ella però non dovrà compromettersi in combattimenti disuguali per posizione e per numero, ma agire sempre con molta astuzia, e solo risolutamente nel caso fosse sicuro dell'esito di fronte a forze inferiori.
Ritenga ch'è della massima importanza di tenere ferma l'occupazione di Val Lorina, e quindi una volta giuntovi Ella dovrà difendere energicamente quella posizione.
Ella dovrà munirsi di guide pratiche dei luoghi; e nel caso ne difettasse mandi a domandarne ai nostri sulla sua sinistra, al Caffaro e a Storo.
Farà avere frequenti notizie, e la dislocazione delle sue truppe allo Stato Maggiore in Anfo, il quale ne avrà bisogno per farle giungere ulteriori istruzioni.
Come le si disse per telegramma, il di Lei reggimento dovrà essere provveduto per due giorni di razioni viveri a secco, distribuite e portate dai soldati.
Al quale proposito l'Aiutante Maggiore di codesto reggimento, che trovasi a Salò ha ricevuto le opportune istruzioni da questo Comando Generale per il prelevamento dei viveri stessi presso l'intendenza. Dal Caffaro sarà poi ulteriormente provveduto verso Val Lorina, per cura dell'Intendenza, colla quale ad ogni modo Ella vorrà intendersi a mezzo del commissario che trovasi presso il di Lei reggimento.
Si assicuri che questo Stato Maggiore si preoccupa vivamente e prenderà i concerti coll'Intendenza Generale perché codesto reggimento non abbia a mancare di viveri. D'ordine.  Il Sotto Capo di Stato Maggiore.Enrico Guastalla”.
Alle prime luci dell'alba del 13 l'avanguardia del reggimento rappresentata dalla 6ª, 9ª, 11ª, 13ª, e 16ª compagnia lasciava Gargnano e in fila indiana cominciò ad avviarsi lentamente lungo la mulattiera che conduce al villaggio della Costa diretta alla volta di Magasa.
“Il 10.o Reggimento ci è venuto a sostituire, siamo partiti, alle ore 5, dopo una difficile marcia ci portammo per Bocca di Paolone e Cadria, a Piano di Resto sopra Magasa”  scrive brevemente il maggiore Amos Ocari che guidò in testa la colonna assieme al maggiore Numa Palazzini.
A Cima Rest i garibaldini si accamparono nella zona ove ora sorge la chiesetta degli alpini e in quel luogo esatto vi costruirono, secondo i ricordi dei fratelli Giuseppe Peròl (1889-1955) e Giovanni Lingera Andreis (1874-1954) raccolti da mio padre Vito nel 1952, una capanna di pali e frasche. Inoltre i due fratelli asserirono pure che nei giorni successivi giunse a Magasa in ispezione il generale Vincenzo Giordano Orsini, comandante la 3ª brigata Volontari.
I volontari nella marcia di avvicinamento reclutarono obbligatoriamente come guide i giovani Viviano Andreis (1845-1922), padre dei predetti, che poi fuggì da Rest per le coste di Nempré raggiungendo i genitori in Cordeter, un certo Pace Mentì di Cadria e di lui non si ebbero più notizie e, infine, Benedetto Demonti di Antonio di Aer di Tignale (1858-1932) che li seguì coraggiosamente fino in val di Ledro ove ebbe pure modo di conoscere personalmente Garibaldi riportandone un ricordo indimenticabile per tutta la sua vita.
L'ingegner Tommaso Samuelli annotò che l'arrivo del 10º reggimento del colonnello Corvi, creò tra la popolazione gargnanese un'impressione di maggior fiducia essendo più preparato del precedente.
Un altro contingente forte di quattro compagnie: 4^, 10^, 12^ e 16^, partì poche ore dopo ed era comandato personalmente dal colonnello Spinazzi che così riporta nel suo scritto:
“[…] In seguito al succitato ordine 12 luglio, N. 785, dopo aver ceduto tutti i posti occupati dai miei, lungo il lago di Garda, al 10.o reggimento, la mattina del 13 luglio marciai su Costa, e per Val Vestina, il 14 su Turano, Moerna, Armo e Magasa, per entrare il giorno seguente in Valle Lorina. Sebbene il maggiore Castellazzo nel suo rapporto mi dicesse Magasa bene situata, trovai la cosa bene diversa. Magasa è un paese situato in una fossa, dominato tutto attorno; ivi una truppa per quanto vigile servizio possa fare, non sarà mai abbastanza sicura; in conseguenza non era prudente far sosta colla mia truppa in quel paese, tanto più che essa aveva bisogno di riposo e di nutrimento anziché essere in gran parte impiegata. Per tali osservazioni, e per evitare qualsiasi sorpresa, condussi la mia truppa sul piano di Resta, che sovrasta tutto all'intorno e lascia agio con poche vedette di vegliare per ogni lato, ed a buona distanza di scoprire il più piccolo movimento che fare potesse il nemico.
Le posizioni di Hano e Stino sulla mia sinistra dalle informazioni del maggiore Castellazzo le sapevo sempre occupate dai miei, e a quella volta spedii altre due compagnie, la 4.a e la 16.a del mio reggimento con l'ordine di porsi a disposizione del Maggiore suddetto, perché potesse più validamente spingersi innanzi e per Monte Spezza e l'Alpo stringere più da vicino il forte di Ampola da quella parte, mentre io per Valle Lorina e Valle Michele, varcando l'una delle montagne che mettoni limite alle valli medesime l'avrei investito verso levante, studiandomi in pari tempo di padroneggiare la Valle di Ledro, l'unica via che aveva libera il nemico, sia per una pronta ritirata, ove fosse costretto ad abbandonare Ampola, sia per poter provvedere di vettovaglie il forte stesso”.

### Il diario del volontario Carlo Zanoia
L'ultimo reparto a lasciare le sponde del lago di Garda fu la 1ª e 2ª compagnia dei capitani Ettore Filippini e Tommaso Marani. In questa piccola colonna di 400 uomini militava anche il volontario bolognese Carlo Zanoia (morto a Torino dopo il 1919), impiegato ferroviario a Torino, che racconta nel suo diario quella dura esperienza maturata nel corso della campagna:
“ 8 luglio Bogliaco. Avendo ieri qui trovato Ettore Filippini, gli ho manifestato il desiderio di arruolarmi nella sua compagnia vedendo che Franchi decide mai nulla. La scorsa notte, all'una antim.a Franchi e Consolini, con l'intenzione di accompagnarmi solamente un tratto di strada, essi pure sono venuti fin qui, ove ho trovato Maffei, sottotenente della 13ª compagnia, 2º Reggimento. Mi volle con sé a colazione e a pranzo.
8 Id. Gargnano. Questa sera mi sono presentato a Filippini. Mi metterà in forza sull'ordine del giorno di domani. Trovai qui Fontanelli (Caporal Maggiore) che mi ha colmato di gentilezze.
13 Id. Accampamento di Costa. Suonata la sveglia alle 3 antimeridiane siamo partiti da Gargnano solamente alle 7. Dopo cinque ore di continua montagna si arrivò qui, ma lasciando un quarto della compagnia indietro. Anch'io, in principio della marcia, credevo di non poter di molto proseguire. Ma, fattomi forte, ho superata la fatica e sono giunto coi primi. Marcia faticosissima, continuamente al sole.
14 Id. Il letto per la scorsa notte per tutti noi, compreso il capitano Filippini, è stato di poco fieno per terra. Si dormì avvolti nella coperta da campo, sotto un bel cielo stellato. Per il mangiare, finora si può dire di stare bene. Alla mattina pane e formaggio, dopo mezzogiorno brodo e carne. Andasse avanti sempre così! Per oggi pare che non si parta. Feci la bestialità di lasciare a Salò la mia sacca, con entro quel poco di biancheria, credendo di poter ancora fare una scappata in quel paese. Così ora mi trovo mancante del necessario, perfino di pezze per i piedi. Ieri, appena qui giunto, ho lavato in un fosso l'unico fazzoletto che tengo meco.
15 Id. Accampamento di Magasa. Partiti all'alba da Costa, siamo arrivati a …ove ci siamo fermati un'ora circa. Essendo ancora digiuni, abbiamo cominciato col dare assalto ad alberi di ciliegie, mentre i nostri capitani Marani e Filippini sono andati in cerca di farina per far polenta. E difatti, a loro spese, ne hanno comperata tanta per un polentino a bocca (siamo in 400 circa). A comitive di 5 o 6, siamo andati per il paese in cerca di calderone e secchie. Alla meglio abbiamo mangiato. Io feci la polenta per me ed altri due. Giunti qui dopo sette ore di ripidissima montagna, ci siamo tutti coricati sull'erba, ed io ho dormito un paio d'ore. Allo svegliarmi, mi trovai privo dell'ultimo fazzoletto che possedevo; l'avevo steso vicino a me perché asciugasse del sudore. Poi, in compagnia di sette compagni ci siamo costruita una capanna con pali e frasche. Fieno e coperte da campo per letto. Qui passeremo la notte. Sono le 9 pomeridiane. Solamente ora distribuiscono il rancio, che consiste in mezza gammella di brodo ed un pezzo di carne. Per cui il vitto d'oggi, poca polenta, una cinquantina di ciliegie (per averle mi sono arrampicato su per un albero altissimo) e questo rancio. Meno male che pur per questo giorno si è mangiato. Chi sa se capiteranno giorni in cui non vi sarà niente del tutto!”.

### Il proclama di Garibaldi ai volontari
Nella stessa giornata del 14, Garibaldi trasferì il suo Quartier Generale da Darzo a Storo in casa di Francesco Cortella, ricco possidente locale, dove emanò un proclama ai suoi volontari. Allo stesso modo fece il generale Ernesto Haug con i garibaldini della sua brigata.
1866 luglio 18. Storo.
“Ai Volontari Italiani. Passammo il confine vietato alla diplomazia, non segnato dalla natura: occupando il Trentino voi siete ancora in terra Italiana. A voi il conforto di rivendicarla a libertà, togliendo lo sbocco alla rapina dello straniero. Ma perché sia possibile l'alta missione, bisogna saper compiere non pochi doveri, ad affrontare non lievi sacrifici: Voi vorrete. Non vi fiaccheranno l'animo invitto, né le lunghe marce per questi dirupi, né i disagi, né le privazioni. Quelli che mi hanno seguito, accorrendo all'appello della patria, vennero, io spero, col deliberato proposito, non solo di combattere senza paura ma di soffrire senza lamento. I Volontari devono essere esempio.
Non è duopo quindi che io vi esorti a trattare con affetto queste buone popolazioni, che la tirannide Austriaca non seppe piegare mai colla minaccia, né corrompere. Esse accogliendovi oggi così festose attestano l'istinto della parentela e danno la più eloquente smentita alla ignobile o premeditata calunnia di chi vorrebbe mettere in dubbio il loro patriottismo. Sentano immediatamente la gioja di essere libere, con quella di considerarvi fratelli.
Io sono sicuro che nessuno di voi dimenticando questa mia raccomandazione, vorrà macchiare l'onore italiano, colla brutalità di atti o di parole, che sono deliberato a punire inesorabilmente. Storo, li 18 luglio 1866. Giuseppe Garibaldi”.

### Ordini precisi per il tenente colonnello Pietro Spinazzi
Ovunque era un movimento di truppe e di ordini che inseguivano i vari reparti dislocati nei punti più lontani della Valle. Trascorsa da poco tempo la mezzanotte del 14, mentre il colonnello Pietro Spinazzi dall'accampamento di Cima Rest si apprestava a marciare in ricognizione verso la valle di Lorina scavalcando il monte Tombea e Caplone, alla testa della 10ª e 12ª compagnia, fu raggiunto dal seguente dispaccio del generale Enrico Guastalla che specificava il tragitto esatto da seguire per completare l'accerchiamento del forte, diverso da quello programmato dal colonnello:
1866 luglio 15. Storo.
Quartier Generale. “Col suo movimento da Gargnano per Val Lorina, come le era stato ordinato, e con maggiore precisione col foglio N.o 785 del 12 corrente, nell'eseguirlo Ella si è tenuto troppo alla sua sinistra, in guisa che, se il movimento non si corregge, manca lo scopo.
Rimane sempre fermo che Ella debba entrare col reggimento in Val Lorina e coll'intendimento di collocarsi alle spalle del forte d'Ampola a levante. Per arrivarvi Ella procederà condotto dalle guide che le dirigo espressamente movendo da Bondone e radendo Monte Spezza, indi per Monte Bragone discendere in Val d’Ampola alle spalle del forte.
Ella deve avvertire che i nostri occupano Rocca Pagana e Monte Burrelli accennando a Tiarno di Sopra.
Avverta pure ch'Ella deve guardarsi dalla parte di Monte Tremalzo, Monte Tavolo, e Monte Nota, posizioni che, secondo le informazioni avute, sarebbero occupate dagli Austriaci. È però un'occupazione che non può turbare la di lei marcia alle spalle d'Ampola, ogni qualvolta Ella, facendo fronte con una parte della sua gente a quelle posizioni stesse, agisca con l'altra con tutta la rapidità possibile sopra Ampola.
Le guide sono fidate e praticissime dei luoghi; ad ogni modo ne tragga il maggiore giovamento possibile consultando le carte e facendo ricognizioni e conducendo seco altre guide che per avventura potesse trovare sui luoghi per cui passa.
Le guide che le ho diretto, si darà premura di rinviarmele allo Stato Maggiore con tutte le indicazioni necessarie per stabilire con precisione la dislocazione del suo reggimento e la miglior via altresì per provvederlo di viveri in un punto fisso e conveniente. D'ordine. Il Sotto Capo di Stato Maggiore. Enrico Guastalla.
N.B. Siccome il forte Ampola trovasi fortemente minacciato da tutte le parti si potrebbe essere portati a credere che nella notte la guarnigione tentasse di abbandonarlo. In questo caso Ella vigilando sempre e attentamente dovrà farla prigioniera”.
L'ordine lasciò molto perplesso lo Spinazzi che al riguardo scrive:
“Nella mia marcia da Gargnano a Magasa non mi sono accorto di avere deviato neppure di un grado dalla via che mi era stata prescritta col dispaccio del 12 luglio n.o 785, di entrare cioè in Val Vestina tenendo Moerna, Turano, e Magasa e proseguendo ad occupare la Valle Lorina. Come lo Stato Maggiore coll'altro suo dispaccio num. 871 mi osservava essermi tenuto nella mia marcia troppo a sinistra, e correggere quindi il movimento onde raggiungere lo scopo prefisso, al quale scopo mi indicava movere verso Bondone radendo Monte Spezza. Ma ciò non era, perché Bondone è posto a ponente di Magasa, quindi assai più a sinistra.
Da Magasa per entrare in Valle Lorina è forza girare a levante di Monte Tombea in prossimità di Val Michele; Bondone all'incontro è situato a ponente di quella montagna, poco discosto dal lago d'Idro […] Quindi a levante ed alla destra del Monte Tombea egli è ch'io doveva marciare lasciando Magasa, lo che feci, non senza fare conoscere con mio dispaccio l'equivoco in cui era caduto lo Stato Maggiore, la qual cosa so che spiacque, e tanto, che taluno disse ch'io voleva fare la guerra per mio conto […] Mentre accadevano siffatti errori inqualificabili, come già ebbi a dire, la mattina del 15 luglio, alle ore due, raccolta la mia truppa, dopo aver inviato un distaccamento su l'altissimo Tombea per coprirmi le spalle, entrai in valle di Campei, indi per la Bocca di Lorina, in Valle Cardenara e Valle Lorina”.

### I garibaldini abbandonano Magasa e attraverso Vesio di Tremosine si dirigono nella Val di Ledro
Per uomini abituati alle comodità della pianura, non addestrati alle marce in montagna, o come scrive Cesare Abba: “La gioventù poco aveva saggiato di palestre; l'alpinismo, il canottaggio, il ciclismo erano cose in parte o del tutto ignote; e però se forti erano gli animi, la resistenza dei corpi non era quale sarebbe adesso dove la necessità venisse” , l'avvicinamento alla Valle di Lorina, scavalcando monti e profonde valli, fu assai impegnativo.
Il capitano Osvaldo Bussi la racconta in questo modo: “[…] Noi tardammo a girare il forte di Ampola, ritardo che a noi fu con acerbe parole rimproverato, gli è perché due giorni prima, cioè il 15 luglio eravamo accampati a Magasa, e da Magasa per valicare il Monte Tombea, giusta l'avuta ingiunzione, eravamo condannati a fare dieci ore di marcia non mai interrotte su per scoscesi dirupi, a piedi scalzi, e senza che per tanto i nostri soldati avessero nel sacco un sol pezzo di pane onde sfamarsi, né ci fosse possibile di rinvenire lungo il cammino un po' di acqua per il disseccare le nostre fauci arse dal sole; e quando finalmente si giunse alle bocche di Lorina, che ancora sono discoste sei ore di marcia da Tiarno, luogo di nostra destinazione, non vi trovando viveri di sorta alcuna, piuttosto che esporci ad affrontar digiuni e affranti dalla fatica il nemico, cambiammo direzione e scendemmo a Vesio per ristorare prima le esauste nostre forze.
E questo fu savio consiglio, mentre fra quei terrazzani abbiamo trovato la più larga ospitalità, e così potemmo riposarci, mangiare e poi rattoppare alla meglio le scarpe dei nostri soldati, e provvedere pur anco i più laceri di essi di qualche coperta, oggetto di prima necessità per quei luoghi soggetti a piogge frequenti e abbondantissime”.
Anche il tenente Virgilio Estival faceva parte della colonna e nelle sue memorie condivide pienamente, con queste parole, i disagi sopra descritti dal collega Bussi:
“[…] Sempre nelle montagne, in mezzo alle quali doveasi manovrare su aridi e pericolosi sentieri, in cui spesso precipitarono i muli che seguivano i distaccamenti; i volontari sopportarono con indifferenza le più disastrose marce che possa fare un'armata per raggiungere il nemico. Spesse volte, anco questi sentieri venivano a mancare, e allora, non eranvi altri mezzi per giunger alla cima di quei monti, che di arrampicarsi ai sassi, alle piante, cercare infine un punto d'appoggio onde eseguire queste ascensioni, le quali provocavano i motteggi dei giovani volontari.
Alcune volte, la forza abbandonava qualcheduno di quegli uomini, e per un poco egli rotolava come un sasso, fino a tanto che un compagno lo fermasse nella sua troppo ripida discesa; allora un immenso e fragoroso scoppio di riso accoglieva quel mal capitato soldato, il quale, rialzandosi, coperto di contusioni, ricominciava a salire penosamente la montagna, ch'egli malediceva assai prima di giunger alla di lei estremità […] Ma se pericolose erano queste ascensioni, le discese lo erano ancor maggiormente; e, allora, bene spesso dei volontari, per evitare di essere affascinati dall'altezza dell'abisso in cui doveano scendere, e per non perder l'equilibrio, che non era sempre possibile di conservare sui vertiginosi pendii di quelle montagne, sedevansi tranquillamente e si lasciavano sdrucciolare così fino al fondo della vallata, in mezzo alle risa ed agli applausi dei compagni; è vero che i calzoni soffrivano un tantino, ma era per la patria, dicevano i volontari, e avanti”.
Giunto di prima mattina alla malga di Lorina di Tremosine, il colonnello Spinazzi invece di eseguire i pressanti ordini del suo Stato Maggiore, penetrando nella valle e ponendosi così alle spalle del forte, improvvisamente cambiò tragitto. Adducendo motivi legati alla mancanza di rifornimenti di viveri, alla stanchezza della truppa e alla presenza di reparti nemici sulle alture del monte Tremalzo, deviò la sua colonna più a sud nella valle di San Michele riparando in territorio tremosinese ove raggiunse le tre compagnie del capitano Luciano Mereu. Il 18 luglio il Reggimento si scontrerà con gli austriaci nella sanguinosa Battaglia di Pieve di Ledro.

### Racconta nuovamente il volontario Zanoia
Il volontario Carlo Zanoia che faceva parte della colonna, assieme al veronese Antonio Fagiuoli, che troverà la morte tre giorni dopo, il 18 luglio,  a Pieve di Ledro, scrive al riguardo dei fatti accaduti in quella giornata:
“17 Id. Accampamento di Vesio. La marcia del 13 a confronto di quella di ieri, si può chiamare una passeggiata. Alle 3 è suonata la sveglia, ed alle 4 siamo partiti da Magasa, abbiamo asceso e disceso il monte così detto dell'Orina. Così dal Tirolo siamo ritornati nella provincia bresciana, ove, con metà della mia compagnia, si andò fra il monte Lanino ed il monte Tavolo (così dicono), a mezzo miglio di distanza dagli austriaci, vicino a Tremosine. Quando abbiamo fatto l'alt, era circa mezzogiorno, e ci fermammo sino alle 3. Intanto, poiché si era mangiato soltanto una galletta, abbiamo fatto la polenta per tutti con farina trovata in un cascinale. La distribuzione fu di una fetta per bocca, con un pezzettino di formaggio. Indi, per un contrordine, ritornammo indietro, e, passando un altro monte altissimo come il primo, siamo giunti qui alle 10 di sera. È stato subito distribuito un pane e, ad un'ora dopo mezzanotte, una gamella di brodo e carne.
Dunque, ieri abbiamo marciato dalle 4 antimeridiane alle 10 pomeridiane, con 3 ore circa di fermata; 15 ore di cammino in montagna per strade impraticabili. In mezzo alle gole di quei monti, ove non batteva il sole, era un freddo grandissimo, al punto che sulla prima montagna ho mangiato ieri un pugno di neve.
Nel reggimento v'è malumore generale perché il colonnello (Pietro Spinazzi) ci fa compiere marce lunghissime senza risultato; anzi quando ieri si era vicino al nemico, mandò l'ordine di retrocedere.
Ogni cascina che si trovava lungo la marcia si entrava a ber latte. Ebbi scorticate due dita dei piedi essendosi rotti i calzini. Ciò mi rese penosissima la marcia, specialmente nelle discese. Per di più, oggi, mi è spuntato un foruncolo nella parte posteriore del piede destro. Avendolo mostrato al Dottore, mi consigliò di andare all'ospitale, perché, dice, non mi sarà possibile marciare più oltre. Ma io però non ci voglio andare, perché forse questa notte si partirà, e domani facilmente troveremo gli austriaci”.

## Conclusione
Nel 1866 in Valvestino non si combatté nessuna battaglia, ma per oltre un mese austriaci e italiani vi scorrazzarono in lungo e in largo. La popolazione preoccupata pagò a caro prezzo questa presenza "non voluta"  con la fornitura ai militari, a proprie spese, di alimenti ed altri generi di prima necessità. Al termine della guerra, la Valvestino passò all'Italia, mentre Magasa rimase sotto l'Impero austro-ungarico fino alla prima guerra mondiale.